# Федеральная политехническая школа Лозанны
Федеральная политехническая школа Лозанны (фр. École polytechnique fédérale de Lausanne) — высшее учебное заведение в Лозанне, Швейцария.

## История

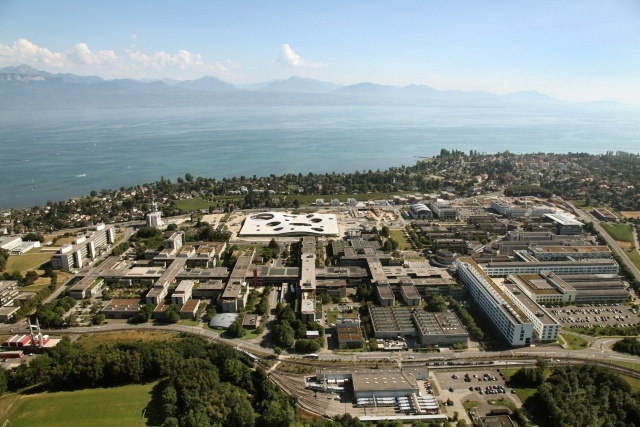
Вид на кампус в пригороде Лозанны

Федеральная политехническая школа Лозанны была основана в 1853 году под названием École Spéciale de Lausanne, и была присоединена как технический факультет к государственной академии в 1869 году. В 1890 году факультет был переименован в École d’ingénieurs de l’Université de Lausanne и просуществовал под этим названием до конца Второй Мировой войны. В 1946 году его снова переименовали, на этот раз в École polytechnique de l’Université de Lausanne. В течение реформы ВУЗа EPFL в 1969 году отделилась от Университета Лозанны и стала отдельным высшим учебным заведением под сегодняшним названием EPFL.
Имеет статус технического университета с 1969 года и считается одним из самых престижных учебных заведений Европы. Часто его сравнивают с Mассачусетским технологическим институтом в США. По версии QS World University Rankings на 2017 год университет занимает 12-е место в мире и 5-е в Европе. В 2014 году EPFL заняла 14-e место среди лучших мировых ВУЗов и 3-е место среди лучших вузов Европы в области инженерных наук и информатики в рейтинге Шанхайского университета. В рейтинге Times Higher Education на 2015—2016 год университет занял 31-е место среди лучших вузов мира и 10-е среди лучших вузов Европы.
Школа так же является оператором швейцарского ядерного реактора CROCUS.

## Факультеты
Сегодня EPFL состоит из семи факультетов:
- Архитектура, строительство и экология
- Информатика и системы коммуникации
- Математика, физика и химия
- Биология
- Машиностроение, электротехника, материаловедение
- Общественные науки
- Менеджмент и технологии

## Обучение
- Для начала обучения в бакалавриате, в отличие от магистратуры и докторантуры, не требуются вступительные экзамены, достаточно иметь свидетельство о полном среднем образовании (например швейцарскую матуру или немецкий абитур).
- Обучение стоит 710 франков в семестр (около 670 евро)[4].
- Университет EPFL принимает участие в программе по обмену ERASMUS

Летом 2008 года в университете состояло 6 909 студентов. В этом же году учёбу окончили 570 бакалавров, 672 магистра и 266 докторов.

## Известные сотрудники
- Андреа Аблассер
- Анастасия Айламаки
- Эдуард Буньон[англ.]
- Мартин Веттерли[англ.]
- Серж Водэнэ[фр.]
- Михаэль Гретцель
- Джиованни Де Мишели[англ.]
- Дэни Дюбуль[англ.]
- Адриан Михай Ионеску[англ.]
- Куппусвами Калянасундарам[англ.]
- Реймонд Клейвел[англ.]
- Льес Лалуи[англ.]
- Арьен Ленстра
- Генри Маркрам[англ.]
- Клод Николье
- Жан-Даниэль Никуд[англ.]
- Мартин Одерски
- Янос Пах
- Алвару Сиза Виейра
- Луиджи Сноцци
- Эдуарду Соуту де Моура
- Даниэль Тальманн[англ.]
- Минь Кванг Тран[англ.]
- Дарио Флореано[англ.]
- Дэвид Чипперфилд
- Амин Шокроллахи[англ.]
- Юбер Жиро

## Известные выпускники
- Жорж де Местраль